# Sergej Vladimirovič Baturin
Sergej Vladimirovič Baturin (3. veljače 1969., Orša, Bjelorusija) je predsjedatelj Dume Tajmirskog AO.
Školovao se na višem vojnom učilištu.
1992. dolazi na Tajmir kao načelnik pograničneg zapovjedništva u Dudinci.
Od listopada 2002. do listopada 2004. je zastupnik okružne Dume drugog saziva. 
Od studenoga 2005. je predsjedatelj Dume municipalnog rajona. 